# 하마코시미즈역
하마코시미즈역(일본어: 浜小清水駅 はまこしみずえき[*])은 일본 홋카이도 샤리 군 고시미즈정에 위치한 홋카이도 여객철도 센모 본선의 철도역이다. 역 번호는 B74이며, 상대식 승강장 2면 2선의 구조를 갖춘 지상역이다.

## 타는 곳
| 1 | ■ 센모 본선 | 상행 | 아바시리 · 기타미 방면              |
| 2 | ■ 센모 본선 | 하행 | 시레토코샤리 · 미도리 · 구시로 방면 |

## 역 주변
- 국도 제244호선
- 고시미즈 정청 하마코시미즈 출장소

## 역사
- 1925년 11월 10일 : 일본국유철도의 후루토이역으로서 개업. 일반역.
- 1941년 8월 8일 : 고시미즈 궤도 개업.
- 1952년
  - 11월 15일 : 하마코시미즈역으로 개칭.
  - 12월 14일 : 고시미즈 궤도 폐지.
- 1960년
  - 1월 10일 : 역사 개축.
  - 4월 1일 : 고시미즈 산림 공업 협동조합 발족. 전용선 부설(시기 불명).
- 1983년 5월 20일 : 화물 취급 폐지.
- 1984년 2월 1일 : 소화물 취급 폐지.
- 1986년 11월 1일 : 역무원 배치 종료. 간이 위탁화.
- 1987년 4월 1일 : 일본국유철도 분할 민영화에 의해, 홋카이도 여객철도가 승계.
- 시기 불명 : 간이 위탁 폐지에 의해 완전 무인화.
- 1999년 7월 13일 : 홋카이도의 역 건설에 수반해 역사 철거 행사 거행.
- 2000년 7월 1일 : 홋카이도의 역내의 맞이방 부분 공용 개시.

## 인접 역
| 홋카이도 여객철도 센모 본선        | 홋카이도 여객철도 센모 본선 | 홋카이도 여객철도 센모 본선     |
| ---------------------------------- | --------------------------- | ------------------------------- |
| B 75 (임) 겐세이카엔 아바시리 방면 | ■ 센모 본선                 | 야무베쓰 B 73 히가시쿠시로 방면 |